# Банянски мост
Банянският мост е стар каменен пътен мост в България, разположен в местността Банян, община Сатовча, област Благоевград.

## Местоположение
Мостът пресича река Бистрица. Разположен е близо до пътя град Гоце Делчев – град Доспат, на 1 km от отбивката за село Долен и на 2 km от отбивката за село Плетена.

## Описание
Мостът има 1 арка. Използва се единствено от пешеходци.